# Distritos do Peru

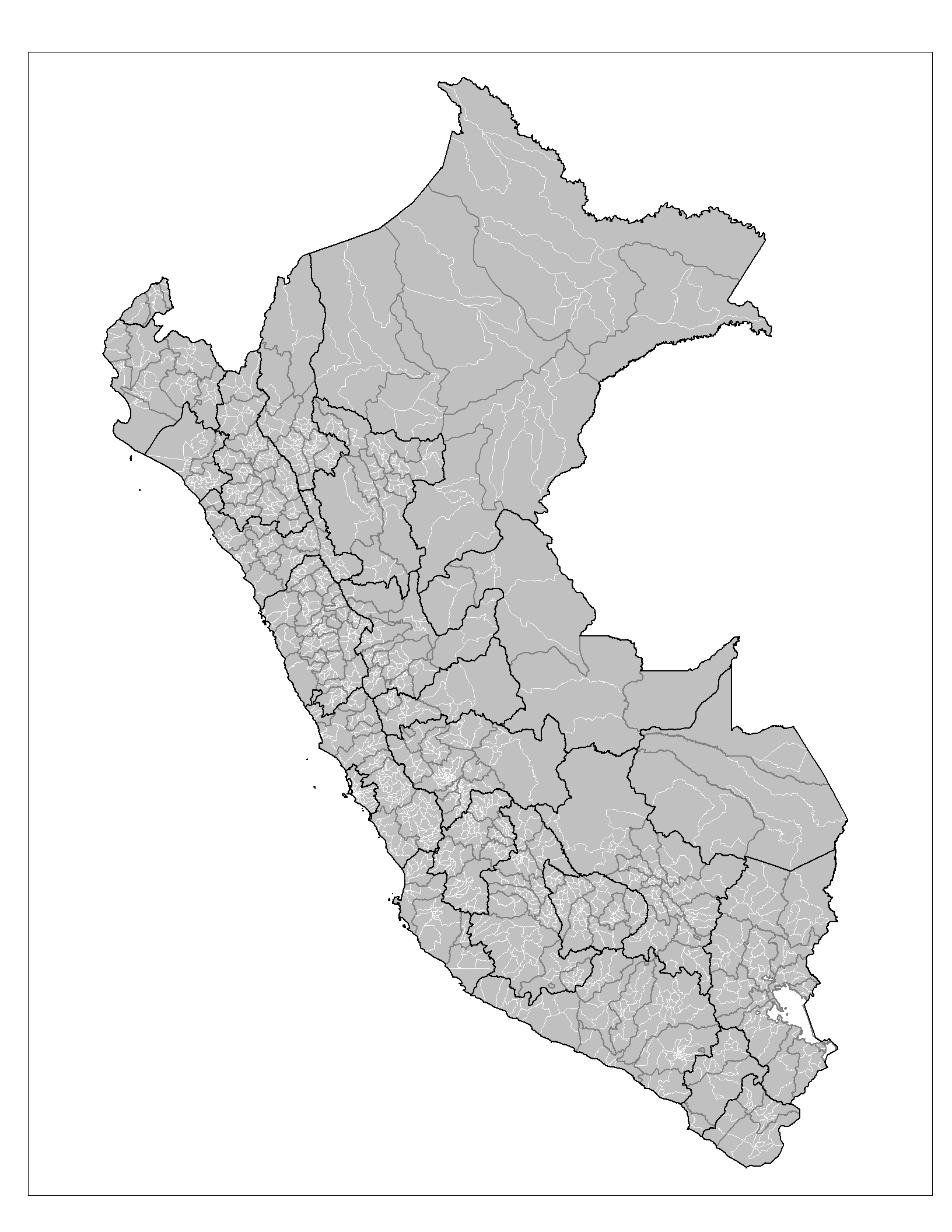
Distritos do Peru

Os distritos do Peru (em castelhano:  distritos) são o terceiro-nível de subdivisão de país do Peru. São subdivisões das províncias, que por sua vez são subdivisões das grandes regiões. Existem no total, 1.833 distritos.

## Top 20
O Top 20 dos distritos peruanos por população, densidade populacional, área e elevação (dos distritos de capital).

### Por população
| #  | Distrito                | Província        | Região      | UBIGEO | População |
| -- | ----------------------- | ---------------- | ----------- | ------ | --------- |
| 1  | San Juan de Lurigancho  | Lima             | Lima        | 150132 | 812 656   |
| 2  | San Martín de Porres    | Lima             | Lima        | 150135 | 525 155   |
| 3  | Comas                   | Lima             | Lima        | 150110 | 464 745   |
| 4  | Ate                     | Lima             | Lima        | 150103 | 419 663   |
| 5  | Callao                  | Callao           | Callao      | 070101 | 389 579   |
| 6  | Villa El Salvador       | Lima             | Lima        | 150142 | 367 436   |
| 7  | Villa María del Triunfo | Lima             | Lima        | 150143 | 355 761   |
| 8  | San Juan de Miraflores  | Lima             | Lima        | 150133 | 335 237   |
| 9  | Lima                    | Lima             | Lima        | 150101 | 289 855   |
| 10 | Los Olivos              | Lima             | Lima        | 150117 | 286 549   |
| 11 | Trujillo                | Trujillo         | La Libertad | 130101 | 276 921   |
| 12 | Santiago de Surco       | Lima             | Lima        | 150140 | 272 690   |
| 13 | Chorrillos              | Lima             | Lima        | 150108 | 262 595   |
| 14 | Chiclayo                | Chiclayo         | Lambayeque  | 140101 | 251 407   |
| 15 | Piura                   | Piura            | Piura       | 200101 | 247 943   |
| 16 | Ventanilla              | Callao           | Callao      | 070106 | 243 526   |
| 17 | Juliaca                 | San Román        | Puno        | 211101 | 218 485   |
| 18 | Chimbote                | Santa            | Ancash      | 021801 | 217 303   |
| 19 | Callería                | Coronel Portillo | Ucayali     | 250101 | 208 292   |
| 20 | Puente Piedra           | Lima             | Lima        | 150125 | 203 473   |

Fonte: INEI

### Por densidade populacional
| #  | Distrito                   | Província | Região      | UBIGEO | Densidade populacional (/km²) |
| -- | -------------------------- | --------- | ----------- | ------ | ----------------------------- |
| 1  | Breña                      | Lima      | Lima        | 150105 | 24 492                        |
| 2  | Surquillo                  | Lima      | Lima        | 150141 | 24 336                        |
| 3  | La Victoria                | Lima      | Lima        | 150115 | 21 764                        |
| 4  | La Perla                   | Callao    | Callao      | 070104 | 21 674                        |
| 5  | Arequipa                   | Arequipa  | Arequipa    | 040101 | 21 431                        |
| 6  | Carmen de la Legua Reynoso | Callao    | Callao      | 070103 | 19 075                        |
| 7  | Florencia de Mora          | Trujillo  | La Libertad | 130103 | 18 803                        |
| 8  | Lince                      | Lima      | Lima        | 150116 | 17 202                        |
| 9  | Pueblo Libre               | Lima      | Lima        | 150121 | 16 414                        |
| 10 | Bellavista                 | Callao    | Callao      | 070102 | 15 956                        |
| 11 | Los Olivos                 | Lima      | Lima        | 150117 | 15 701                        |
| 12 | Santa Anita                | Lima      | Lima        | 150137 | 15 040                        |
| 13 | Rímac                      | Lima      | Lima        | 150128 | 14 810                        |
| 14 | San Martín de Porres       | Lima      | Lima        | 150135 | 14 228                        |
| 15 | San Juan de Miraflores     | Lima      | Lima        | 150133 | 13 980                        |
| 16 | Independencia              | Lima      | Lima        | 150112 | 13 551                        |
| 17 | Magdalena del Mar          | Lima      | Lima        | 150120 | 13 420                        |
| 18 | San Luis                   | Lima      | Lima        | 150134 | 13 254                        |
| 19 | El Agustino                | Lima      | Lima        | 150111 | 13 192                        |
| 20 | Lima                       | Lima      | Lima        | 150101 | 13 187                        |

Fonte: INEI

### Por área
| #  | Distrito        | Província               | Região        | UBIGEO | Área (km²) |
| -- | --------------- | ----------------------- | ------------- | ------ | ---------- |
| 1  | Putumayo        | Maynas                  | Loreto        | 160109 | 34 942,9   |
| 2  | Napo            | Maynas                  | Loreto        | 160107 | 24 298,1   |
| 3  | Tambopata       | Tambopata               | Madre de Dios | 170101 | 22 218,6   |
| 4  | Tigre           | Loreto                  | Loreto        | 160303 | 19 785,7   |
| 5  | Echarate        | La Convención           | Cusco         | 080902 | 19 135,5   |
| 6  | Purús           | Purús                   | Ucayali       | 250401 | 17 847,8   |
| 7  | Urarinas        | Loreto                  | Loreto        | 160305 | 15 778,4   |
| 8  | Iñapari         | Tahuamanu               | Madre de Dios | 170301 | 14 853,7   |
| 9  | Raymondi        | Atalaya                 | Ucayali       | 250201 | 14 508,5   |
| 10 | Alto Nanay      | Maynas                  | Loreto        | 160102 | 14 290,8   |
| 11 | Masisea         | Coronel Portillo        | Ucayali       | 250104 | 14 102,2   |
| 12 | Yavarí          | Mariscal Ramón Castilla | Loreto        | 160403 | 13 807,5   |
| 13 | Parinari        | Loreto                  | Loreto        | 160302 | 12 951,7   |
| 14 | Trompeteros     | Loreto                  | Loreto        | 160304 | 12 246,0   |
| 15 | Andoas          | Datem del Marañón       | Loreto        | 160706 | 11 549,8   |
| 16 | Pebas           | Mariscal Ramón Castilla | Loreto        | 160402 | 11 437,0   |
| 17 | Puerto Bermúdez | Oxapampa                | Pasco         | 190306 | 10 988,1   |
| 18 | Fitzcarrald     | Manu                    | Madre de Dios | 170202 | 10 955,3   |
| 19 | Yaquerana       | Requena                 | Loreto        | 160511 | 10 947,2   |
| 20 | Morona          | Datem del Marañón       | Loreto        | 160208 | 10 777,0   |

Fonte: INEI

### Por elevação
| #  | Distrito             | Província             | Região       | UBIGEO | Elevação (m) |
| -- | -------------------- | --------------------- | ------------ | ------ | ------------ |
| 1  | Suyckutambo          | Espinar               | Cusco        | 080807 | 4801         |
| 2  | Condoroma            | Espinar               | Cusco        | 080802 | 4737         |
| 3  | San Antonio          | Puno                  | Puno         | 210113 | 4700         |
| 4  | Ananea               | San Antonio de Putina | Puno         | 211002 | 4660         |
| 5  | Morococha            | Yauli                 | Junín        | 120805 | 4550         |
| 6  | San Antonio de Chuca | Caylloma              | Arequipa     | 040514 | 4525         |
| 7  | Santa Ana            | Castrovirreyna        | Huancavelica | 090411 | 4473         |
| 8  | Marcapomacocha       | Yauli                 | Junín        | 120804 | 4415         |
| 9  | Capazo               | El Collao             | Puno         | 210502 | 4400         |
| 10 | Paratia              | Lampa                 | Puno         | 210707 | 4390         |
| 11 | Cojata               | Huancané              | Puno         | 210602 | 4355         |
| 12 | Yanacancha           | Pasco                 | Pasco        | 190113 | 4350         |
| 13 | Chaupimarca          | Pasco                 | Pasco        | 190101 | 4338         |
| 14 | Macusani             | Carabaya              | Puno         | 210301 | 4315         |
| 15 | Huayllay             | Pasco                 | Pasco        | 190104 | 4310         |
| 16 | Caylloma             | Caylloma              | Arequipa     | 040505 | 4310         |
| 17 | Vilavila             | Lampa                 | Puno         | 210710 | 4300         |
| 18 | Tanta                | Yauyos                | Lima         | 151028 | 4278         |
| 19 | Tinyahuarco          | Pasco                 | Pasco        | 190111 | 4275         |
| 20 | Suitucancha          | Yauli                 | Junín        | 120809 | 4255         |

Fonte: INEI

## Tabela dos distritos
| Distrito | Província | Região | Capital | UBIGEO |
| -------- | --------- | ------ | ------- | ------ |